# Wahlen zum Repräsentantenhaus der Vereinigten Staaten 1952
Bei den Wahlen zum Repräsentantenhaus der Vereinigten Staaten 1952 wurden am 4. November 1952 die Abgeordneten des Repräsentantenhauses gewählt. Im Bundesstaat Maine fanden die Wahlen bereits am 8. September statt. Die Wahlen waren Teil der allgemeinen Wahlen zum 83. Kongress der Vereinigten Staaten in jenem Jahr, bei denen auch ein Drittel der US-Senatoren gewählt wurden. Gleichzeitig fand auch die Präsidentschaftswahl des Jahres 1952 statt, die der Republikaner Dwight D. Eisenhower gewann.
Zum Zeitpunkt der Wahlen bestanden die Vereinigten Staaten aus 48 Bundesstaaten. Die Zahl der zu wählenden Abgeordneten war 435. Die Sitzverteilung basierte auf der Volkszählung von 1950.
Bei den Wahlen setzte sich der Trend der letzten Wahlen zwei Jahre zuvor fort, nachdem die Demokraten in der Wählergunst rückläufig waren, während sich die Republikaner weiterhin im Aufwind befanden. Die Demokraten verloren weitere 22 Sitze und kamen nun auf 213 Mandate. Die Republikaner gewannen 22 Sitze hinzu und kamen nun auf 221 Kongressabgeordnete. Damit übernahmen sie die absolute Mehrheit in dieser Kammer, die bei 218 Sitzen lag. Interessanterweise hatten bundesweit gesehen die Demokraten etwa 250.000 Stimmen mehr erhalten als die Republikaner. Da er aber nach Wahlbezirken innerhalb der Bundesstaaten abgestimmt wurde (und bis heute noch immer wird) ergab sich das oben beschriebene Bild. Gründe für den Republikanischen Sieg waren die zunehmende Unbeliebtheit des scheidenden Demokratischen Präsidenten Harry S. Truman und eine Unzufriedenheit mit der von ihm geführten Bundesregierung auch und vor allem in Bezug auf den Koreakrieg.
Vor allem in den Südstaaten knüpften Gesetze das Wahlrecht an ein bestimmtes Mindest-Steueraufkommen. Dadurch wurden ärmere Weiße, vor allem aber viele Afro-Amerikaner vom Wahlrecht ausgeschlossen. Diese Einschränkungen galten bis zur Verabschiedung des 24. Zusatzartikel zur Verfassung der Vereinigten Staaten im Jahr 1964.

## Wahlergebnis
- Demokratische Partei 213 (235) Sitze
- Republikanische Partei 221 (199) Sitze
- Sonstige: 1 (1)

Gesamt: 435 (435)
In Klammern sind die Ergebnisse der letzten Wahl zwei Jahre zuvor. Veränderungen im Verlauf der Legislaturperiode, die nicht die Wahlen an sich betreffen, sind bei diesen Zahlen nicht berücksichtigt, werden aber im Artikel über den 83. Kongress im Abschnitt über die Mitglieder des Repräsentantenhauses bei den entsprechenden Namen der Abgeordneten vermerkt. Das Gleiche gilt für Wahlen in Staaten, die erst nach dem Beginn der Legislaturperiode der Union beitraten. Daher kommt es in den Quellen gelegentlich zu unterschiedlichen Angaben, da manchmal Veränderungen während der Legislaturperiode in die Zahlen eingearbeitet wurden und manchmal nicht.

## Weblink
- Party Divisions of the House of Representatives, 1789 to Present. In: History, Art and Archives. United States House of Representatives (englisch).